# Giovanni Battista Fogliardi
Giovanni Battista Fogliardi (* 24. Juli 1791 in Melano; † 5. Januar 1861 ebenda) war ein Schweizer Unternehmer, Politiker, Tessiner Grossrat und Staatsrat.

## Biografie
Giovanni Battista Fogliardi war Sohn von Giuseppe. Er wurde Rechtsanwalt und Geschäftsmann. Als Politiker und führender Vertreter der radikalen Strömung spielte er während dreissig Jahren eine bedeutende Rolle in der Politik des Kantons Tessin; er war während mehrerer Legislaturen (1830–1836, 1848–1851, 1855–1861) Abgeordneter des Tessiner Grossen Rates und zweimal Staatsrat (1836–1848 und 1851–1855). Er nahm 1833 an dem von Giuseppe Mazzini in Lugano abgehaltenen Kongress teil.
In den Jahren unmittelbar vor dem Staatsstreich gegen die Regierung der Moderati (1839) vertrat er zusammen mit Stefano Franscini die radikale Opposition im Staatsrat. Im Jahr 1847 handelte er mit den österreichischen Behörden in Mailand die Aufhebung des Verbots der Getreideausfuhr ins Tessin aus. Zwischen 1852 und 1855 war er als Finanzdirektor mit den schwerwiegenden wirtschaftlichen und finanziellen Problemen des Kantons konfrontiert und wurde von der Opposition heftig kritisiert. Im Jahr 1840 eröffnete er in Melano eine der ersten Seidenspinnereien des Kanton Tessins.